# Abitanti
Abitanti so obmejno gručasto naselje vaškega značaja v Slovenski Istri, ki upravno spada pod Mestno občino Koper.
Ležijo v jugovzhodnem delu Šavrinskega gričevja, na slemenu nad dolino potoka Malinske, ob državni meji s Hrvaško. Vas je sestavljena iz ene same, istoimenske ulice Abitanti. Zaselek Kaline je na slemenu nad grapo potoka Miklinice. Zaradi odročnosti vasi ter tudi neurejene infrastrukture so se prebivalci izselili, predvsem v obmorska istrska mesta. Leta 2020 je imela 24 stalnih prebivalcev.
Celotna vas je od leta 1987 razglašena za kulturni spomenik lokalnega pomena in uvrščena v slovenski Register nepremične kulturne dediščine.
Abitanti so po abecednem redu slovenskih naselij na prvem mestu.

## Etimologija
Ime kraja izvira iz latinske besede habitatores, italijansko abitanti s pomenom »prebivalci«. Kraj naj bi namreč Benečani naselili s priseljenci in begunci iz Črne gore, Dalmacije in Bosne, ki so v XVII. stoletju od tam bežali pred Turki. V starih listinah se kraj v letih 1763−1787 omenja kot Obitanti.
Ohranila se je tudi legenda, da naj bi kmet Perič, ki naj bi prišel iz Črne gore, hotel v eni od okoliških vasi zgraditi hišo, vendar mu tega niso dovolili. Zato je odšel na tako imenovano nikogaršnjo zemljo, kjer naj bi zasadil svoj kramp (pikon) in dejal: »Tu čemo abitat za sad i za vekomaj!« (tu bomo prebivali). Po tej njegovi izjavi naj bi kraj dobil ime Abitanti.